# Villanueva (Guajira)
Villanueva é um município da Colômbia, localizado no departamento de Guajira.